# Resseliella oleisuga
Resseliella oleisuga är en tvåvingeart som först beskrevs av Targioni-tozzetti 1887.  Resseliella oleisuga ingår i släktet Resseliella och familjen gallmyggor. Inga underarter finns listade i Catalogue of Life.